# Cretons
« Creton » redirige ici. Pour les autres significations, voir Creton (homonymie).
Le creton est une charcuterie québécoise à base de porc haché. Des oignons, de la cannelle, des clous de girofle, du persil séché et de la sarriette sont des assaisonnements souvent requis pour sa confection.

## Étymologie et histoire
Le creton provient de diverses traditions de préparation charcutière de l'Ouest de la France (dont les plus connues aujourd'hui sont les rillettes du Mans ou de Connerré). La recette et le principe est quasiment identique au pâté marmite poitevin moderne. Le vocable « cretons » est cependant probablement d'origine normande. Ainsi Jean Fleury relève-t-il le vocable cretouns avec comme définition : résidus de graisse, rapetissés, plissés, ratatinés, crétis par le feu.

## Cretonnade
Lorsque la viande utilisée n'est pas du porc, il convient de parler de cretonnade. La cretonnade est généralement faite à base de viandes plus maigres, par exemple le veau ou la volaille. La cretonnade est un mets typiquement québécois, souvent dégusté au déjeuner, sur des tranches de pain grillé. Cet aliment est souvent fait pour être congelé durant de longues périodes.